# Biographisches Gedenkbuch der Münchner Juden 1933–1945
Das Biographische Gedenkbuch der Münchner Juden 1933–1945 ist ein Nachschlagewerk mit Biographien zu den Juden in München zur Zeit des Nationalsozialismus. Das ab 2003 vom Stadtarchiv München herausgegebene und von dem Historiker Andreas Heusler und anderen erarbeitete zweibändige Gedenk-Buch erschien ursprünglich in dem von Benediktinern in der Erzabtei Sankt Ottilien geführten EOS Verlag.
Seit 2012 und – in einer überarbeiteten und erweiterten Form – seit Ende 2020 sind in der Kollektivbiographie neben Verfolgungsorten und Informationen zur Emigration und Deportation der Münchner Juden rund 5000 Kurzbiographien der „während der NS-Zeit ermordeten, gestorbenen oder in den Suizid getriebenen jüdischen Münchnerinnen und Münchner“ über das Internet auch online abrufbar. Ziel der fortlaufend erweiterbaren und teils mit Fotografien versehenen Online-Datenbank unter der Adresse gedenkbuch.muenchen.de ist es, „Angehörigen und Nachkommen, Wissenschaftler_innen, Heimatforscher_innen, Schüler_innen, Studierenden und allen interessierten Bürger_innen die Möglichkeit [zu bieten], den Opfern der Shoah näher zu kommen“.
Münchens Oberbürgermeister Dieter Reiter bemerkte dazu: „Das nationalsozialistische Terrorregime hat Jüdinnen und Juden das Lebensrecht abgesprochen und eine Mordmaschinerie ungeahnten Ausmaßes in Gang gesetzt. Auch die Erinnerung an jüdische Frauen, Männer und Kinder sollte komplett ausgelöscht werden. Das Biografische Gedenkbuch entreißt die Namen der Münchner Jüdinnen und Juden dem Vergessen und ist ein wichtiger Beitrag zu einer lebendigen Erinnerungskultur in unserer Stadt.“
Die bisher erfassten „wichtigsten Lebensdaten aller Frauen, Männer und Kinder, die zwischen 1933 und 1945 in München lebten und die von den Nationalsozialisten als Juden verfolgt und ermordet wurden, [soll] dem niederträchtigen Unterfangen der damnatio memoriae ein eindrückliches NEIN“ entgegenstellen. Der Menüpunkt „Kontakt“ soll zudem „Anregungen, kritische Rückmeldungen und Hinweise zur Korrektur oder Ergänzungen“ der fortlaufend aktualisierten Datenbank ermöglichen.